# Марко Тучі
Марко Тучі (чорн. Adam Marušić; нар. 4 грудня 1998, Подгориця) — чорногорський футболіст, захисник корейського клубу «Канвон» та національної збірної Чорногорії.

## Клубна кар'єра
Народився 4 грудня 1998 року в місті Подгориця в родині етнічних албанців.
Футбольну кар'єру розпочав у місцевому клубі «Будучност» у 2017 році але не провівши жодного матчу на правах оренди перейшов до команди «Єзеро». Наступного року Марко перейшов до іншого клубу з Подгориці, власне з такою самою назвою «Подгориця» але не закріпившись в основі також на правах оренди перейшов до «Дечича».
У 2020 році Тучі підписав повноцінний контракт з «Дечичем» та відіграв за команду три сезони.  
27 червня 2023 року, Марко підписав контракт з корейським клубом «Канвон».

## Виступи за збірну
20 листопада 2022 року дебютував в товариському матчі у складі національної збірної Чорногорії проти збірної Словенії.
22 березня 2025 року у переможній грі 3–1 проти збірної Гібралтару, став автором другого гола у ворота гібралтарців, який є дебютним для Марко в складі національної збірної Чорногорії.